# Lista över politiska partier i Polen

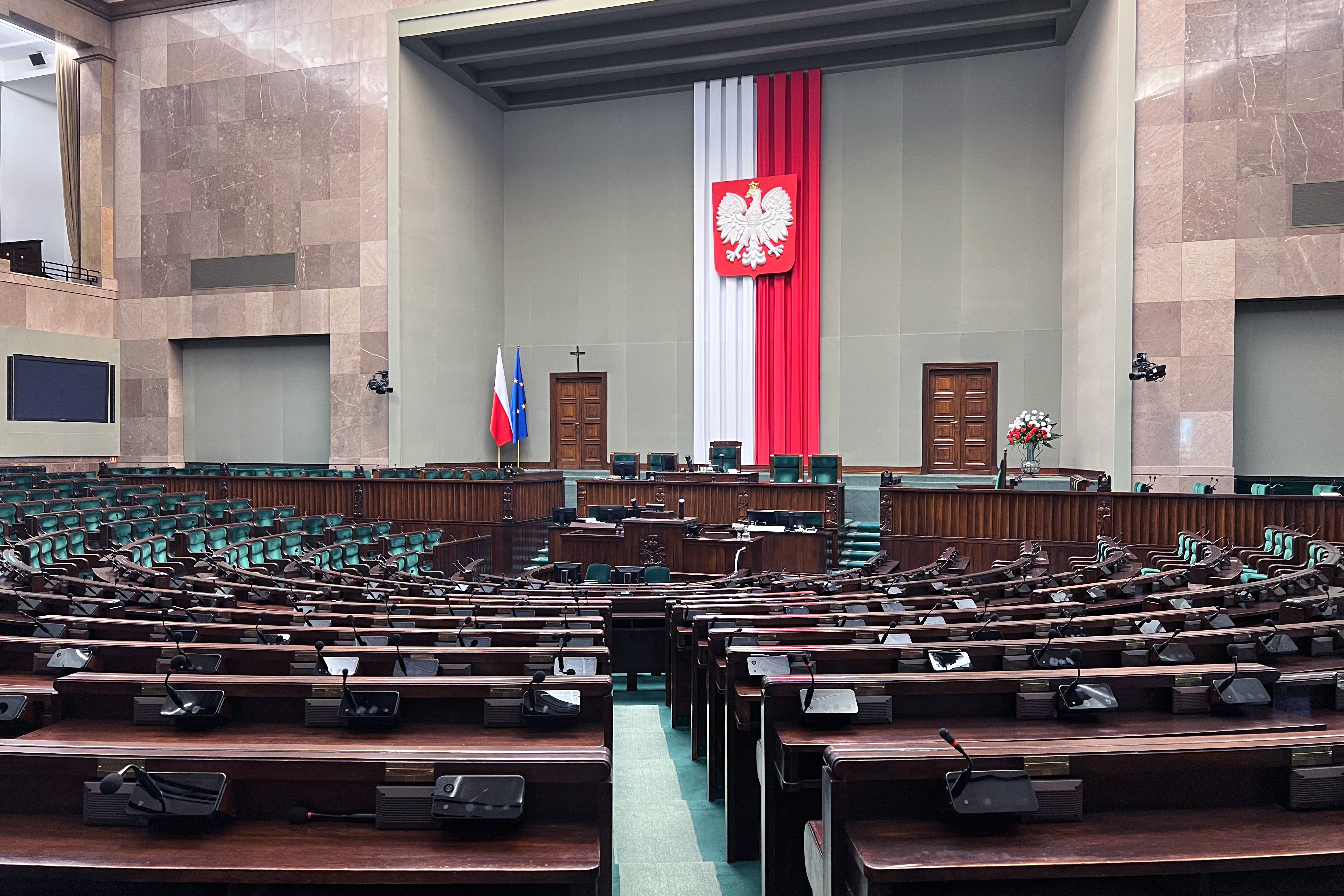
Sejmen

Detta är en lista över politiska partier i Polen. Här räknas upp både nu existerande partier med eller utan mandat i sejmen samt tidigare partier under den polska historien.

## Partier med mandat i sejmen[1]
- Lag och rättvisa (PiS) -  Opposition
- Medborgarplattformen (PO) - Regering
- Kukiz'15 (K'15) - Opposition
- Nowoczesna (.N) - Regering
- Polska folkpartiet (PSL) - Regering
- Razem - Regering
- Demokratiska vänsterförbundet (SLD) - Regering
- Nationella rörelsen (RN) - Opposition
- Polen 2050 - Regering
- Nowa Nadzieja - Opposition

## Partier utanför sejmen
- Polen kommer först (PjN)
- Polens socialdemokrati (SDPL)
- Demokratiska partiet (SD)
- Polska familjeförbundet (LPR)
- Palikotrörelsen (RP)
- demokraci.pl
- Vår (politiskt parti)

## Historiska partier
- Polska förenade arbetarpartiet (PZPR)
- Solidaritets valallians (AWS)
- Frihetsunionen (UW)